# Petr Firbas
Petr Firbas (* 27. března 1955 v Jablonci nad Nisou) je českobratrský evangelický duchovní a pedagog.
Ordinován do kazatelské služby byl v roce 1983. V letech 1983–1992 působil jako vikář ve farním sboru ČCE v Ostravě-Vítkovicích. V letech 1992–1995 byl zástupcem ředitele Vyšší odborné školy biblické v Hradci Králové a následně ředitelem této školy (ve funkci ředitele vystřídal Miroslava Heryána). V letech 1996–2006 působil jako jáhen a následně farář v Novém Bydžově. Po zrušení Vyšší odborné školy biblické v roce 2006 odešel do Prahy, kde od října 2006 do září 2018 zastával úřad faráře v Horních Počernicích.
Od roku 2009 zastával též úřad konseniora Pražského seniorátu ČCE.